# Camptomeris leucaenae
Camptomeris leucaenae är en svampart som först beskrevs av F. Stevens & Dalbey, och fick sitt nu gällande namn av Hans Sydow 1930. Camptomeris leucaenae ingår i släktet Camptomeris, divisionen sporsäcksvampar och riket svampar.   Inga underarter finns listade i Catalogue of Life.